# Carteronius helluo
Carteronius helluo là một loài nhện trong họ Clubionidae.
Loài này thuộc chi Carteronius. Carteronius helluo được Eugène Simon miêu tả năm 1896.